# Seznam ameriških igralcev (I)
- Dyanne Iandoli
- Ice T
- John Ingle
- Frank Inn
- Laura Innes
- Manu Intiraymi
- John Ireland
- Kathy Ireland
- Iron Eyes Cody
- Amy Irving
- Chris Isaak
- Burl Ives
- Tommy Ivo